# Blessing Onyebuchi
Blessing Joy Onyebuchi - (Ciudad de Benín, 12 de julio de 1984) es una deportista nigeriana que compite en lucha libre. Ganó una medalla de plata en los Juegos Panafricanos de 2015. Obtuvo una medalla de bronce en el Campeonato Africano de Lucha de 2016 y en los Juegos de la Mancomunidad de 2014.

## Palmarés internacional
| Juegos Panafricanos       | Juegos Panafricanos               | Juegos Panafricanos | Juegos Panafricanos |
| Año                       | Lugar                             | Medalla             | Categoría           |
| ------------------------- | --------------------------------- | ------------------- | ------------------- |
| 2015                      | Brazzaville (República del Congo) | Medalla de plata    | 75 kg               |
| Campeonato Africano       |                                   |                     |                     |
| Año                       | Lugar                             | Medalla             | Categoría           |
| 2016                      | Alejandría (Egipto)               | Medalla de bronce   | 75 kg               |
| Juegos de la Mancomunidad |                                   |                     |                     |
| Año                       | Lugar                             | Medalla             | Categoría           |
| 2014                      | Glasgow ()                        | Medalla de bronce   | 75 kg               |